# Alister Hardy
Sir Alister Clavering Hardy (* 10. Februar 1896 in Nottingham; † 22. oder 24. Mai 1985 in Oxford) war ein britischer Meeresbiologe. Er war bekannt für meeresbiologische Veröffentlichungen und die Wasseraffen-Hypothese.

## Leben
Hardy war Absolvent des Eliteinternats in Oundle und immatrikulierte sich im Herbst 1914 am Exeter College in Oxford für ein Biologiestudium.
Im Ersten Weltkrieg wurde er zum Militär eingezogen, die meiste Zeit war er im Norden des Landes im Heimatschutz eingesetzt. 1919 konnte er sein Studium in Oxford fortsetzen. Hardy wurde für einige Zeit ein Schüler von Julian Huxley. Durch ihn bekam Hardy eine Anstellung als Assistent am Fischerei-Laboratorium in Lowestoft. Dort konnte er das Leben des Atlantischen Herings und seine Abhängigkeit vom Zooplankton erforschen.
Für einige Zeit ging Hardy an das meereskundliche Institut der Universität Neapel. Kaum zurück in Großbritannien berief man ihn 1925 als Chef-Zoologe der Discovery Oceanographic Expedition. Bis 1927 half Hardy hier mit, die Beziehungen zwischen Plankton und Walen zu erforschen. Nach seiner Rückkehr nahm Hardy 1928 einen Ruf der Universität Kingston-upon-Hull an. Dort wirkte er bis 1942 als Professor für Zoologie. In diesem Jahr ging Hardy als Regius Professor of Natural History an die Universität Aberdeen und wirkte dort bis 1946. Anschließend nahm er einen Ruf seines Colleges in Oxford an und blieb dort bis zu seiner Emeritierung 1962.
Von 1965 bis 1969 war Hardy Präsident der Society for Psychical Research.
Während der Zeit in Kingston-upon-Hull entstand 1930 – bei der Lektüre von Man's Place amongst the Mammals von Wood Jones – Hardys Wasseraffen-Hypothese. Er veröffentlichte sie jedoch erst 1960 in seinem Artikel „Was man more aquatic in history“ in der Zeitschrift „New Scientist“. Zunächst wurde sie wenig beachtet. Erst als sie 1967 von Desmond Morris in seinem Werk Der nackte Affe aufgegriffen wurde, begann man, sich damit auseinanderzusetzen. Besonders die Beiträge von Elaine Morgan sind dabei zu erwähnen.
Die Royal Society nahm Hardy 1940 als ordentliches Mitglied auf. 1943 wurde er Mitglied der Royal Society of Edinburgh. Königin Elisabeth II. schlug ihn 1957 seiner Verdienste um die Wissenschaft wegen zum Ritter. Die Landspitze Hardy Point von Bellingshausen Island im Archipel der Südlichen Sandwichinseln trägt seinen Namen. Gleiches gilt für die Landspitze Punta Hardy von Greenwich Island im Archipel der Südlichen Shetlandinseln, die besser bekannt ist als Fort Point.

## Die Wasseraffenhypothese als Beispiel für die „organische Evolution“
Im Gegensatz zur herkömmlichen Theorie, dass die Vorläufer der Menschen  begonnen haben sollen, die Savanne(n) zu bewohnen, wodurch sie gezwungen worden seien, aus Furcht vor Raubtieren immer öfter, wegen des besseren Überblicks, auf zwei Beinen zu stehen, so dass sie schließlich ausschließlich auf zwei Beinen liefen, sieht Hardy den Ursprung des aufrechten Ganges in einem an einem (Meeres-)Ufer lebenden Affenstamm, der zunächst im flachen Wasser nach Nahrung suchte, und dann diesen Lebensraum immer intensiver zum Fischen etc. nutzte. Hardy konnte für diese Theorie eine Reihe von Indizien anführen: das Unterhautgewebe des Menschen ähnelt sehr dem eines Delfins (im Gegensatz zum Unterhautgewebe anderer Menschenaffen), die Schilddrüse des Menschen benötigt noch immer Jod, wobei die beste Jodquelle Fisch darstellt und im Gegensatz zu allen nicht im Wasser lebenden Säugetieren, verfügen neugeborene menschliche Säuglinge über einen angeborenen Schwimmreflex. Besonders die Wissenschaftspublizistin  Elaine Morgan setzte sich für die Anerkennung der Wasseraffenhypothese ein, die im Übrigen beispielhaft für Hardys These von der „organischen Evolution“ steht, die den Lebewesen selbst durch die Auseinandersetzung mit neuen Umwelten eine indirekte Steuerung der Evolution zuschreibt.

## Werke
- Darwin and the spirit of man. – London: Collins, 1984. – ISBN 0-00-215160-X.
- Great waters. – London: Collins, 1967.
- Der Mensch, das betende Tier: Religiosität als Faktor der Evolution. – Stuttgart: Klett-Cotta, 1979. – ISBN 3-12-903420-X.
- Hardy, Sir Alister; The Living Stream; London 1965
- The open sea: it’s natural history. – London: Collins, 1958.
- The spiritual nature of man: a study of contemporary religious experience. – Oxford: Clarendon Pr., 1979.